# Kamienica przy ulicy Kordeckiego 1-1a w Katowicach
Kamienica przy ulicy księdza Augustyna Kordeckiego 1-1a w Katowicach – zabytkowa kamienica mieszkalno-handlowa, położona przy ulicy ks. A. Kordeckiego 1-1a w Katowicach, w granicach dzielnicy Śródmieście.
Została ona wybudowana w 1896 roku w stylu eklektycznym według projektu Leona Goldsteina, a w 1910 roku została oddana do użytku oficyna tylna kamienicy. W dniu 15 września 1995 roku została ona wpisana do rejestru zabytków pod numerem A/1615/95 (nr A/1007/22 w woj. śląskim). Budynek znajduje się także w gminnej ewidencji zabytków miasta Katowice.
W połowie sierpnia 2022 roku w systemie REGON pod tym adresem zarejestrowanych było sześć aktywnych podmiotów gospodarczych. 
Kamienica zajmuje narożny fragment zwartej pierzei ulicy. Powierzchnia zabudowy samej kamienicy pod nr. 1 wynosi 185 m². Posiada ona pięć kondygnacji nadziemnych i podpiwniczenie. Oficyna zaś pod numerem 1a posiada trzy kondygnacje nadziemne i podpiwniczenie, a jej powierzchnia zabudowy wynosi 104 m².